# Royal Aircraft Factory R.E.7
Le Royal Aircraft Factory R.E.7 est un bombardier léger et avion de reconnaissance biplan de la Première Guerre mondiale conçu par la Royal Aircraft Factory et construit sous contrat par la Coventry Ordnance Works, Austin, Napier et Siddeley-Deasy.